# 21082 Araimasaru
21082 Araimasaru este un asteroid din centura principală de asteroizi.

## Descriere
21082 Araimasaru este un asteroid din centura principală de asteroizi. A fost descoperit pe 13 octombrie 1991 la Okutama de Tsutomu Hioki și Shuji Hayakawa. Asteroidul prezintă o orbită caracterizată de o semiaxă mare de 2,57 ua, o excentricitate de 0,31 și o înclinație de 6,0° în raport cu ecliptica.